# Tunis-Ohrfeige
Die Tunis-Ohrfeige (italienisch Schiaffo di Tunisi) war ein journalistischer Ausdruck, der seit dem Ende des 19. Jahrhunderts hauptsächlich von der Presse und den Geschichtsschreibern Italiens benutzt wurde, um die damalige politische Krise zwischen dem Königreich Italien und der Französischen Republik zu beschreiben. Der Konflikt um Tunesien war 1882 ein wesentlicher Grund für Italiens Beitritt zum antifranzösischen Dreibund und konnte erst nach dem Sturz des dreibundfreundlichen Premiers Francesco Crispi 1896 beigelegt werden.

## Geschichte

### Der italienisch-tunesische Vertrag
Italien und Tunesien unterzeichneten am 8. September 1868 einen Vertrag, er sollte für 28 Jahre bestehen und schränkte den Einfluss des osmanischen Reichs auf Tunesien ein, welches de jure noch ein Teil des Reiches war. Durch dieses Einverständnis garantierte Tunesien Rechte, Privilegien und Immunität, welche den italienischen Kleinstaaten vor deren Einigung zugesprochen wurde. Die in Tunesien lebenden Italiener durften ihre ursprüngliche Staatsbürgerschaft behalten, sie erhielten die Unabhängigkeit gegenüber verschiedener tunesischen Behörden, konnten jedoch nicht ohne Weiteres Tunesien verlassen und durften weiterhin von den Gerichten des Beys verurteilt werden. Der Vertrag sicherte den Italienern Handelsfreiheit und das Recht, sich in Tunesien geschäftlich oder privat niederzulassen. Auch in den Bereichen Navigation und Fischfang wurden den Italienern die gleichen Privilegien erteilt wie den Tunesiern. Zudem durfte der Bey nicht mehr die Zollgebühren ändern, ohne sich vorher mit der italienischen Regierung darüber beraten zu haben.
Große Mengen italienischen Kapitals waren bereits nach Tunis geflossen. Die italienische Gesellschaft Rubattino hatte sich 1880 um die Konzession für die Eisenbahnlinie Tunis-Goletta bemüht und konkurrierte dabei mit einer französischen Gesellschaft.

### Die französische Besetzung Tunesiens
Das Hauptziel der italienischen Regierung unter Benedetto Cairoli war die Kolonialisierung Tunesiens, diese strebte auch die französische Regierung an. Weder Cairoli noch sein Vorgänger Agostino Depretis hielten viel von einer militärischen Besetzung. Stattdessen hofften sie darauf, dass Großbritannien sich den Franzosen entgegenstellen würde, um die Ausweitung des französischen Einflussbereichs in Nordafrika zu verhindern. Großbritannien hingegen wollte nicht, dass ein einziger Staat – egal ob Frankreich oder Italien – die Straße von Sizilien allein kontrollierte.
Frankreich vertraute auf die Neutralität Großbritanniens, das verhindern wollte, dass Italien den Seeweg über den Sueskanal unter seine Kontrolle brachte, und auch darauf, dass der deutsche Kanzler Otto von Bismarck die Aufmerksamkeit Frankreichs von der Elsaß-Lothringen-Frage ablenken wollte.
Mitte 1878 trafen sich Vertreter der europäischen Großmächte, namentlich des Deutschen Reiches, Österreich-Ungarns, Frankreichs, Großbritanniens, Italiens und Russlands sowie des Osmanischen Reichs in Berlin. Bei diesem Treffen, dem Berliner Kongress, erklärte sich Großbritannien bereit, eine französische Übernahme Tunesiens zu akzeptieren, um selbst bei der Übernahme Zyperns ohne französische Behinderung zum Zuge zu kommen. Dies wiederum akzeptierten die Osmanen, um ein Eingreifen der Großmächte zugunsten der russischen Expansionsansprüche und mögliche weitere Gebietsverluste zu verhindern.
Im April 1881 rückten 2000 französische Soldaten in Tunesien ein und besetzten das Land binnen drei Wochen. Am 12. Mai 1881 wurde Bey Muhammad III. al-Husain zur Unterzeichnung des Bardo-Vertrags gezwungen. Italiens Ministerpräsident Benedetto Carioli, der sich selbst als profranzösisch bezeichnet hatte, trat daraufhin zurück.
Tunesische Aufstände unter Mansour Houch um Kairuan und Sfax einige Monate später wurden unterdrückt. Bei der Rückkehr der siegreichen französischen Truppen kam es im Juni 1881 in Marseille zu xenophoben Ausschreitungen gegen italienische Gastarbeiter ("Vêpres marseillaises" bzw. "chasse aux Italiens").
Der Vertrag von La Marsa vom 8. Juni 1883 räumte Frankreich sogar noch weiter reichende Befugnisse in der Außen-, Kriegs- und Innenpolitik Tunesiens ein. Frankreich gliederte das Land in sein Kolonialreich ein und vertrat in der Folge Tunesien auch außenpolitisch. Der Bey musste fast seine gesamte Macht an den Generalresidenten abgeben.

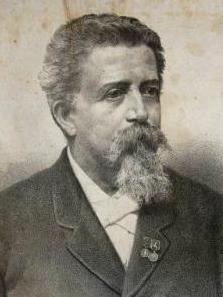
Frankreich-Freund Benedetto Cairoli stürzte 1881 über den Ausbruch des Konflikts
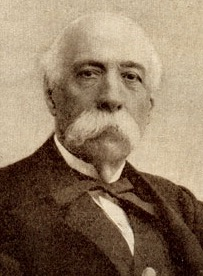
Frankreich-Feind Francesco Crispi provozierte zusätzlich einen Handelskrieg
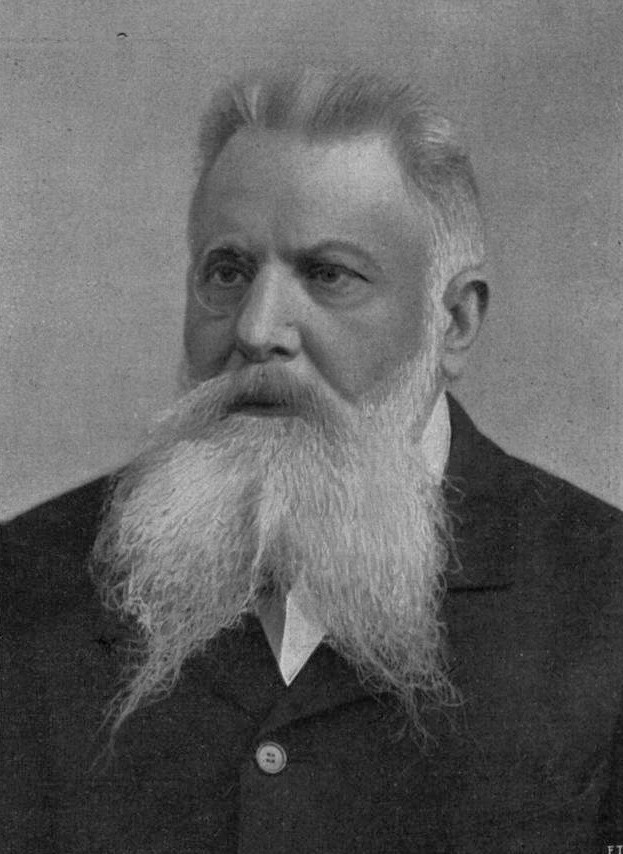
Crispis Nachfolger Antonio di Rudinì suchte ab 1891 die Aussöhnung mit Frankreich

## Folgen
Die europäischen Großmächte zeigten verschiedene Reaktionen auf den Einmarsch Frankreichs in Tunesien: Großbritannien beeilte sich mit der Besetzung Ägyptens, während Deutschland und Österreich-Ungarn neutral blieben, Italien jedoch 1882 in ihr antifranzösisches Defensivbündnis aufnahmen.
Ähnlich wie in Tunis ignorierte Frankreich italienische Ansprüche auch in Raheita am Roten Meer. Der dortige Sultan, der 1862 den Franzosen Obock und 1870 bzw. 1879 den Italienern Assab verkaufte, hatte 1880 mit Italien einen Vertrag geschlossen, demzufolge sein Sultanat nach seinem Tod unter italienisches Protektorat gestellt werden sollte. Nach seinem Tod besetzten 1884 allerdings die Franzosen die Südhälfte des Sultanats, Italien protestierte vergeblich.
Italiens diplomatische Beziehungen zu Frankreich gerieten auf einen Tiefpunkt. Laut dem italienischen Generalstab sei eine Invasion Italiens durch französische Truppen nicht auszuschließen gewesen, während Frankreichs Verbündeter Russland angeblich Sizilien besetzen sollte.
Stattdessen entfesselte der seit 1887 regierende Ministerpräsident Francesco Crispi mit der Kündigung des Handelsvertrages 1888 einen Wirtschaftskrieg mit Frankreich und stoppte z. B. den Export von Wein, Obst sowie Gemüse, woraufhin französische Banken Kapital aus Italien abzogen und das Land in eine Finanzkrise stürzten.

## Beilegung des Konflikts
Schon nach dem Vertrag von La Marsa hatte Frankreich 1884 angeregt, Italien solle sich für den Verlust Tunesiens mit der Besetzung Tripolitaniens entschädigen. Italien strebte stattdessen zunächst die Besetzung Äthiopiens an, die mit der Niederlage bei Dogali 1887 scheiterte. Daraufhin bot Frankreich 1888 Italien erneut Tripolitanien an, doch Crispi wies auch dieses Angebot zurück und suchte im Rahmen der Mittelmeerentente auch noch Bündnisse mit Großbritannien und Spanien gegen Frankreich. Die finanziellen Folgen des Wirtschaftskrieges mit Frankreich zwangen ihn 1891 vorübergehend zum Rücktritt und sein Nachfolger Antonio Starabba di Rudinì bemühte sich um bessere Beziehungen zu Frankreich. Derartige Bemühungen wurden durch Crispis erneute Regierungsübernahme 1892 zunächst beendet. In Frankreich kam es wieder zu tödlichen Ausschreitungen zwischen Franzosen und Italienern, so im August 1893 in Aigues-Mortes und 1894 in Lyon.

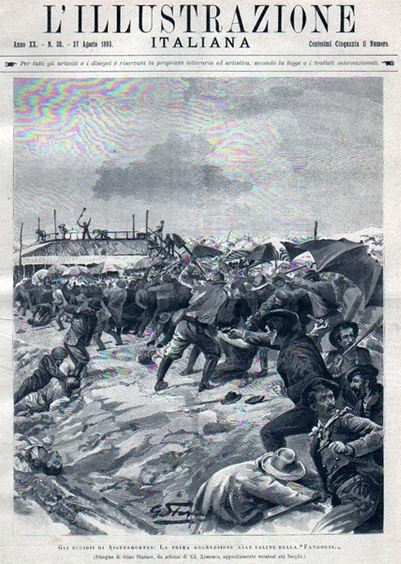
In Aigues-Mortes griffen französische Salzarbeiter italienische Kollegen an
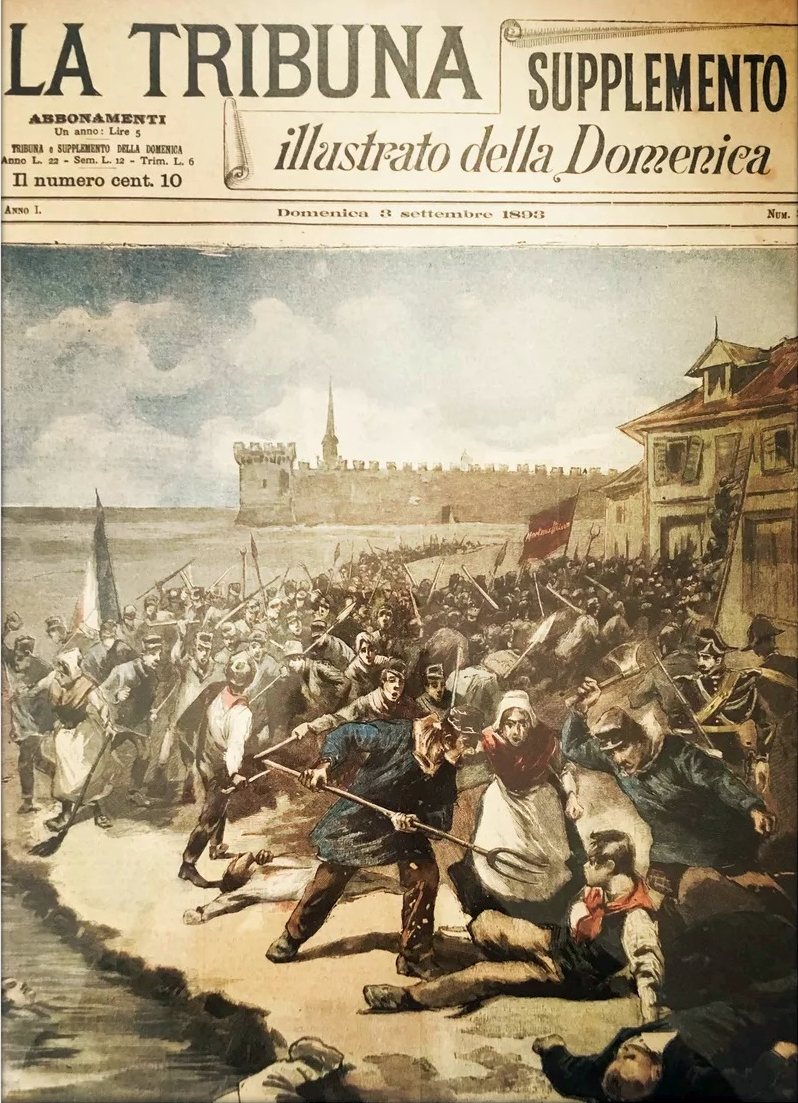
Die Gendarmerie konnte das Massaker an den Italienern nicht verhindern
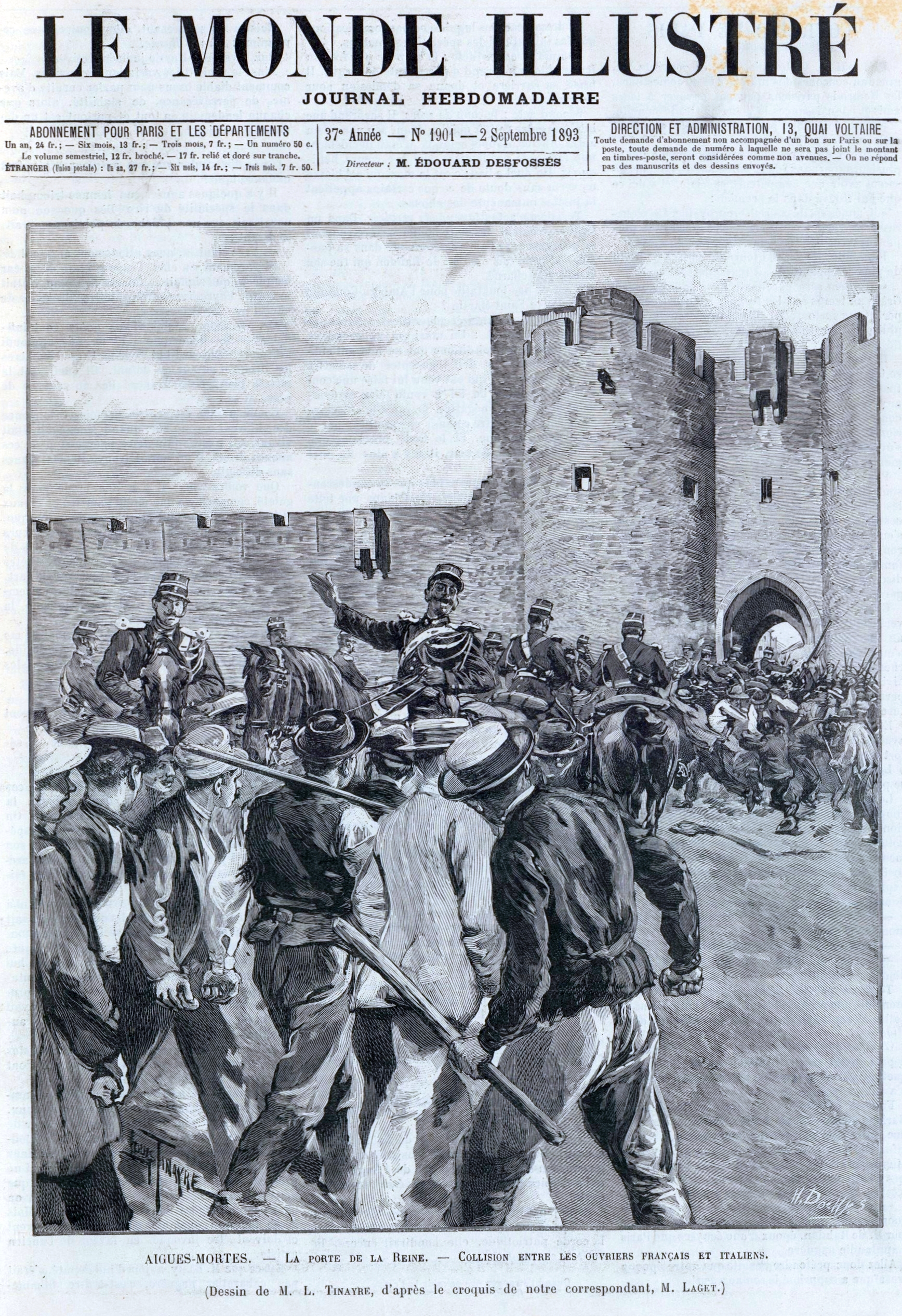
Die Armee nahm die aufgebrachten Italiener unter ihren Schutz

Nach einer erneuten Niederlage gegen (das von Frankreich unterstützte) Äthiopien wurde Crispi 1896 endgültig gestürzt und erneut von Rudinì abgelöst. Am 28. September 1896 erkannte Italien schließlich das französische Protektorat über Tunis an. Die französisch-italienische Verständigung garantierte die Rechte der unter französische Herrschaft gelangten Italiener in Tunesien. Bis zu 93.000 italienische Siedler blieben unter französischem Protektorat im Land. Noch bei Kriegsbeginn 1914 übertraf die Zahl der Italiener in Tunesien die der eingewanderten Franzosen. Auch ein neuer Handelsvertrag wurde 1898 mit Frankreich geschlossen. In der Folgezeit verbesserten sich die französisch-italienischen Beziehungen weiter.
Zwischenzeitlich führten ein neuer Raheita-Zwischenfall (1898) und vor allem der britisch-französische Sudanvertrag (1899) nochmals zu einer italienischen Enttäuschung. Zumindest Teile der öffentlichen Meinung sahen die italienischen Interessen in ganz ähnlicher Form verletzt wie durch die französische Besetzung Tunesiens. Frankreich und Großbritannien hatten in diesem Vertrag ihre Interessenssphären in Afrika abgegrenzt und gleichzeitig auch schon das innerafrikanische Hinterland Tripolitaniens aufgeteilt, noch bevor Italien überhaupt Tripolitanien selbst in Besitz nehmen konnte. Doch auch dieser Zwischenfall konnte rasch beigelegt werden. Verhandlungen führten 1900 und 1901 zur Aufteilung Raheitas und 1902 schließlich zu einem geheimen Neutralitätsabkommen, durch welches Italien sich faktisch vom Dreibund löste und in welchem Frankreich den italienischen Anspruch auf Tripolitanien nochmals ebenso anerkannte wie Italien den französischen Anspruch auf Marokko.